# Костел Внебовзяття Пресвятої Діви Марії (Кам'янка-Бузька)
Костел Внебовзяття Пресвятої Діви Марії в Кам'янці-Бузькій — культова споруда, збудована на початку XX ст. у Кам'янці-Бузькій Львівської області. Занесений до Реєстру пам'яток України місцевого значення за охоронним номером 846-М.

## Історія
Існує декілька вірогідних дат закладення католицької парафії у Кам'янці-Бузькій (Кам'янці-Струмиловій) — 1432, 1471, 1473, коли згадано капеланів Григорія і Яна Бустаза, які могли бути капеланами замкової каплиці). Засновник міста Юрій Струмило разом з парафією фундував парафіяльний шпиталь Святого Духа. Зведений при ньому на передмісті Глинсько костел Святої Трійці і Святого Духа виконував роль парафіяльного костелу.
З фундації короля 1600 при костелі було відновлено препозитуру з колегіумом мансионаріїв. При костелі діяло братство святої Анни, до XVIII ст. парафіяльна школа. 3 березня 1627 Пйотр Пєньонжек фундував при костелі вікаріат. Владислав IV Ваза поновив і розширив 8 травня 1633 фундацію парафії. Крім наданих Юрієм Струмилом земель було надано дозвіл на вирубування дерев, вільний вилов риби та інше. Король 30 вересня 1641 передав парафіяльному костелу літургійні речі зі знищеної замкової каплиці. У XVII ст. при шпиталі існував фонд, з якого давали позики під процент. Ян III Собеський після пожежі звільнив шпиталь від усіх повинностей на користь міста. Август III Фрідріх 23 вересня 1760 підтвердив усі привілеї і маєтності шпиталю.
Декотрі автори називають 28 травня 1723 датою третьої фундації парафії. Парафія належала до Львівського деканату. Після реформи Львівської архідієцезії у 1765 перенесена до деканату Буського, з 1843 року — Глинянського. Наприкінці XIX ст. до парафії належало 38 селищ.
1873 року Якуб Новаковський відкрив при парафії читальню і музей мистецтв. Впродовж XIX ст. у більшості поселень парафії було збудовано каплиці, які обслуговували парафіяльні священики.

## Костел
Костел Святої Трійці і святого Духа XV ст. фундації Юрія Струмила був дерев'яним, декілька разів пошкоджувався і відновлювався. Остаточно його спалили у 1627 році татари. З фундації Владислава IV Вази у 1633 році збудували неподалік ринкової площі костел Успення Пресвятої Богородиці.
З 1716 почали будувати новий костел. У протоколі візитації архієпископа Яна Скарбека у 1718 році зазначено, що стіни довкола діючого старого з одним вівтарем зводять нового костелу з фундації Самуеля Сулімірського і кам'янського старости, генерала Яна Цетнера. У 1722 році старий костел вже не згадували, а новий надалі будували. При візитації архієпископа Миколая Вижицького 1741 костел ще не завершили і не освятили. Були відсутні вівтарі, бабинець, орган. Від коронного писаря Міхала Юзефа Жевуського вимагали повернути 3000 золотих, обіцяних Сулімірським. На 1757 о. Кароль Сєправський описав костел у формі латинського хреста з двома бічними купольними каплицями Ісуса Розіп'ятого (шести- і восьмигранною) і св. Яна Непомуцена, 7 вівтарями, що частково походили з давнього костелу. Лише 3 серпня 1766 під час візитації архієпископ Вацлав Сєраковський освятив костел, у якому було 5 вівтарів. При цьому до головного вівтаря помістили реліквії трьох святих. На той час підвалини костелу, гонтове покриття стін вже було спорохнявілим. З 1767 пробощем храму впродовж 48 років був о. Ігнацій Треттер, буський декан — заможна людина, яка багато зробила для відновлення костелу, зокрема: замінили лави, збудували сигнатурку, новий бабинець (1778), покрили дах новим ґонтом 1784, 1812, замінили підлогу, орган, встановили двері. Через поганий стан 1784 розібрали бічну каплицю Ісуса Розіп'ятого. Через незадовільний стан невеликого костелу 1806 вперше постало питання будівництва мурованого храму, для чого почали збір коштів, матеріалів. Але смерть власника міста Йозефа Міра (1809), Треттера (1815) підготовку будівництва зупинили. Візитація 1821 відзначила поганий стан костелу, який 28 травня 1822 почали розбирати. Богослужіння проходили у церкві Св. Миколая.
Декан і пробощ буський Олександр Горецький 3 серпня 1822 освятив наріжний камінь нового костелу з чотирьохпрясловою навою, однопрясловим пресбітерієм і апсидою. При візитації 1822 архієпископ Анджей Анквіч побачив лише збудовані мури стін, які він назвав замалими для кількості вірних, як і вікна. Збудоване у вересні-листопаді 1832 склепіння виявилось неякісним і його розібрали. Майстер Францішек Раганович з Сеняви у 1833 році вимурував нове склепіння, у 1834 вежу, дахи покрили бляхою. З старого костелу перенесли вівтар, амвон. Через декілька років склепіння «зарисувалось» тріщинами, після чого костел закрили. Будівлю посилили у 1869 році контрфорсами, підсилили склепіння. На 1874 знову ремонтували костел, відновлювали вівтарі під нові образи. Було встановлено барельєф Богоматері з Мюнхену, фігуру Ісуса з Тиролю. Майстер сажотрусів Матвій Залуцький 1890 фундував вівтар Яна Непомуцена після виграшу у лотереї. У січні 1893 вперше постало питання будівництва нового костелу. Пробощ о. Ян Чирек купив 1900 город на схід від існуючого костелу. На час будівництва було вирішено спочатку збудувати для віруючих костел св. Духа. (1908–1909)

### Неоготичний костел
Архітектор Теодор-Мар'ян Тальовський у липні 1901 виготовив проект неоготичного костелу. Інтер'єр мали виконати з нетинькованої цегли з профілями, декоративними елементами з бетону. Архітектор був автором проекту костелу святої Єлизавети у Львові. Вартість становила 200.000 ринських. Підготовчі роботи розпочали у серпні 1910, а 14 травня 1911 єпископ Владислав Бандурський освятив наріжний камінь. Роботами керував Вінцент Беднарський з Радомишля, а контролював будівництво архітектор Ян Новорита зі Львова. Відносно проекту костел будували коротшим на одне прясло. На листопад 1913 завершили будівництво мурів, покритих дахом з бляхою крім вежі. Пробощ о. Ян Чирек 28 грудня 1913 освятив вівтар, що походив з старого костелу (вівтар Яна Непомуцена. 1890). У цей час розпочали оздоблення інтер'єру. Вітражі для вікон замовили у краківській фірмі Зелінського, причому на вітражах помістили імена офіродавців — Матір Божа з Лурду (Карл і Софія Познанські), Ісус-огородник (Ізидор і Анна Цесніцькі), свв. Войцех і Станіслав (вікарій Станіслав Попкевич), орнаментальні вітражі в нефах Йозеф Зєралко, Йозеф і Катерина Купчинські, Юзеф Сладкі.
На початку Першої світової війни при відступі російське військо вивезло у червні 1915 до Києва пробоща, дзвони, а у липні-серпні 1915 їхня артилерія зруйнувала вежу, пошкодила дахи, мури, знищила вітражі, плебанію. Наприкінці війни розпочали відновлення храму, зокрема відбудували вежу у спрощених формах. В час україно-польської війни 1919 польська артилерія пошкодила склепіння. Після завершення війни фірма Зелінського виготовила нові вітражі на старі теми з фундації К. і С. Познанських і С. Попкевича, встановлені до 22 грудня 1921 столярем Станіславом Брошковським. Вітраж «Ян з Дуклі і Св. Ян p Канти» фундував о. Й. Сольський з США, «Матір Божа Остробрамська і св. Казимир» родина Віслоцьких. Головний вівтар почав виготовляти Ян Рарогєвич із Переворська (пом. 1926) і завершив 1928 Ян Войтович із Перемишлян, який відновив музичний хор, амвон. Було встановлено 6 нових дзвонів, проведено електричне освітлення. Архієпископ Болеслав Твардовський 16 травня 1929 консекрував костел. Ще два орнаментальні вітражі було виготовлено у 1930-х роках, з яких один встановили 1932, а встановленню іншого 1939 завадив початок війни.
Під час війни костел не потерпів. До липня 1946 священики виїхали до ПНР, забравши літургічне приладдя, тканини, орнати, барельєфи. Костел був зачинений і використовувався як зерносховище, магазин меблів, сортивного спорядження, пунк заправки сифонів. У 1969 згоріло покриття вежі. 18 листопада 1989 будівлю передали віруючим РКЦ. Першим пробощем став о. Володислав Дерунов. Впродовж 1990-х тривав ремонт храму. До костелу 1996 урочисто внесли стару копію чудотворного образу Ісуса Христа Милятинського з львівської катедри. Архієпископ Мар'ян Яворський 14 вересня 1997 увінчав образ коронами, посвяченими Іваном Павлом II.
Костел у формі латинського хреста отримав з чотирьохпрясловим тринавним псевдобазиліковим корпусом, двопрясловий пресбітерій з п'ятигранним завершенням. Однопрясловий трансепт з тригранним завершенням рамен. Фасад формує вежа з простим порталом проходу на рівні першого ярусу, на рівні другого ярусу музичним хором, відкритим в інтер'єр, триярусною дзвіницею з великим вікном, площина якої має трикутне завершення з фігурою Розіп'ятого Ісуса. Її почав виготовляти Річард Пліха у 1913 році, завершив у 1922 Францішек Ясковський. Фігура була копією фігури з фасаду львівського костелу Церква святих Ольги і Єлизавети авторства Петра Війтовича. Пристоячі фігури св. Петра і Павла так і не розпочали виготовляти. По сторонах вежі до початку дзвіниці розміщено два квадратні корпуси з сходами на музичні хори, дзвіницю. Вгорі на них розміщено невеликі каплички.
На відміну від проекту інтер'єр костелу потинькували і побілили. Склепіння центральної нави через брак верхніх вікон є затемненою, оскільки освітлюється лише через низькі арки з вікон низьких бічних нефів. Крім головного вівтаря з коронованим образом Ісуса Христа Милятинського у костелі розміщено вівтарі Найсв. Серця Ісуса з Розп'яттям 1741 року. Вівтар св. Терези походить з старого костелу. 1890. Вівтар Матері Божої Болісної оздоблено гіпсовим барельєфом, вкритим поліхромією. Головний вівтар відносять до одного з найкращих зразків неоготики.

## Світлини

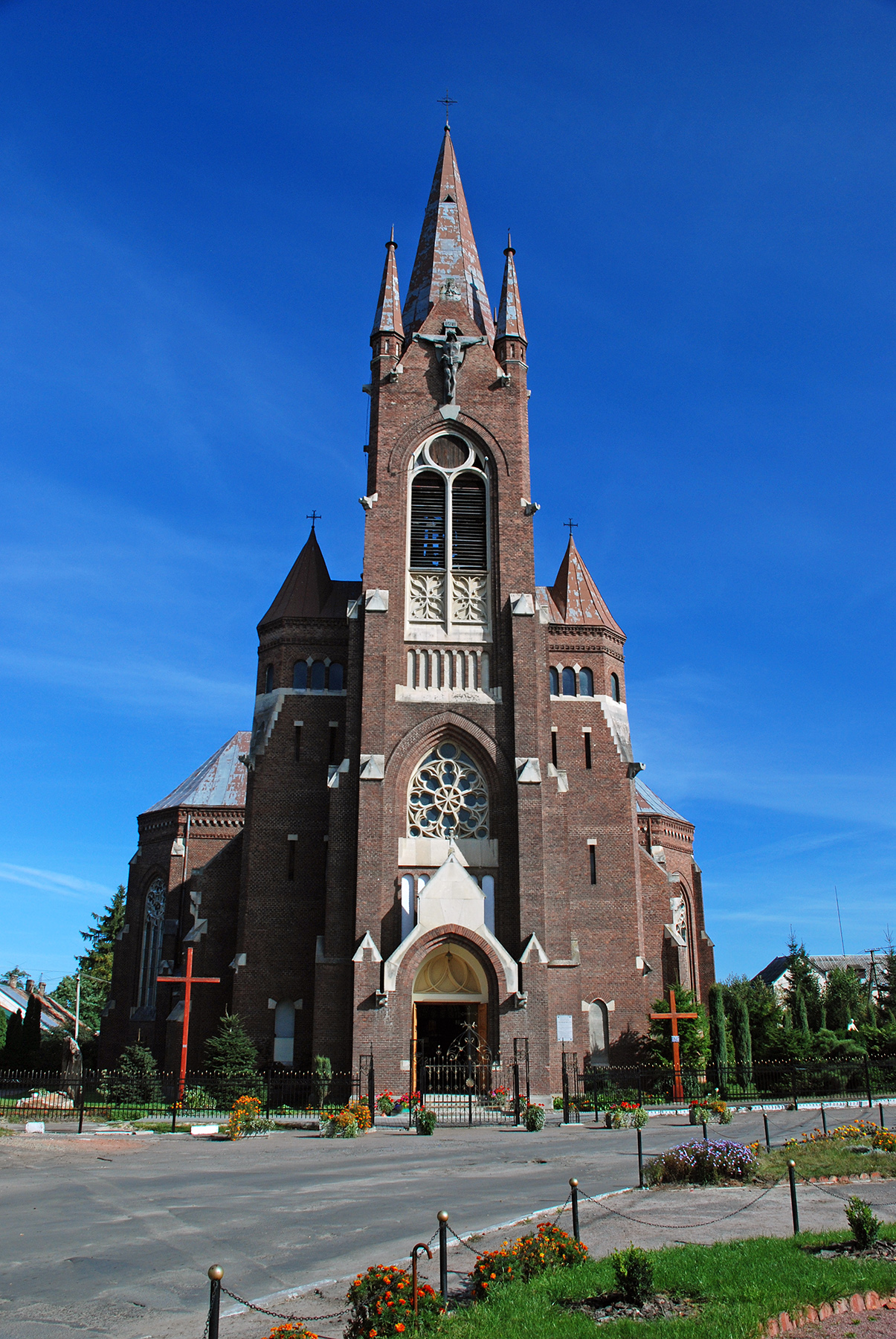
Головний фасад
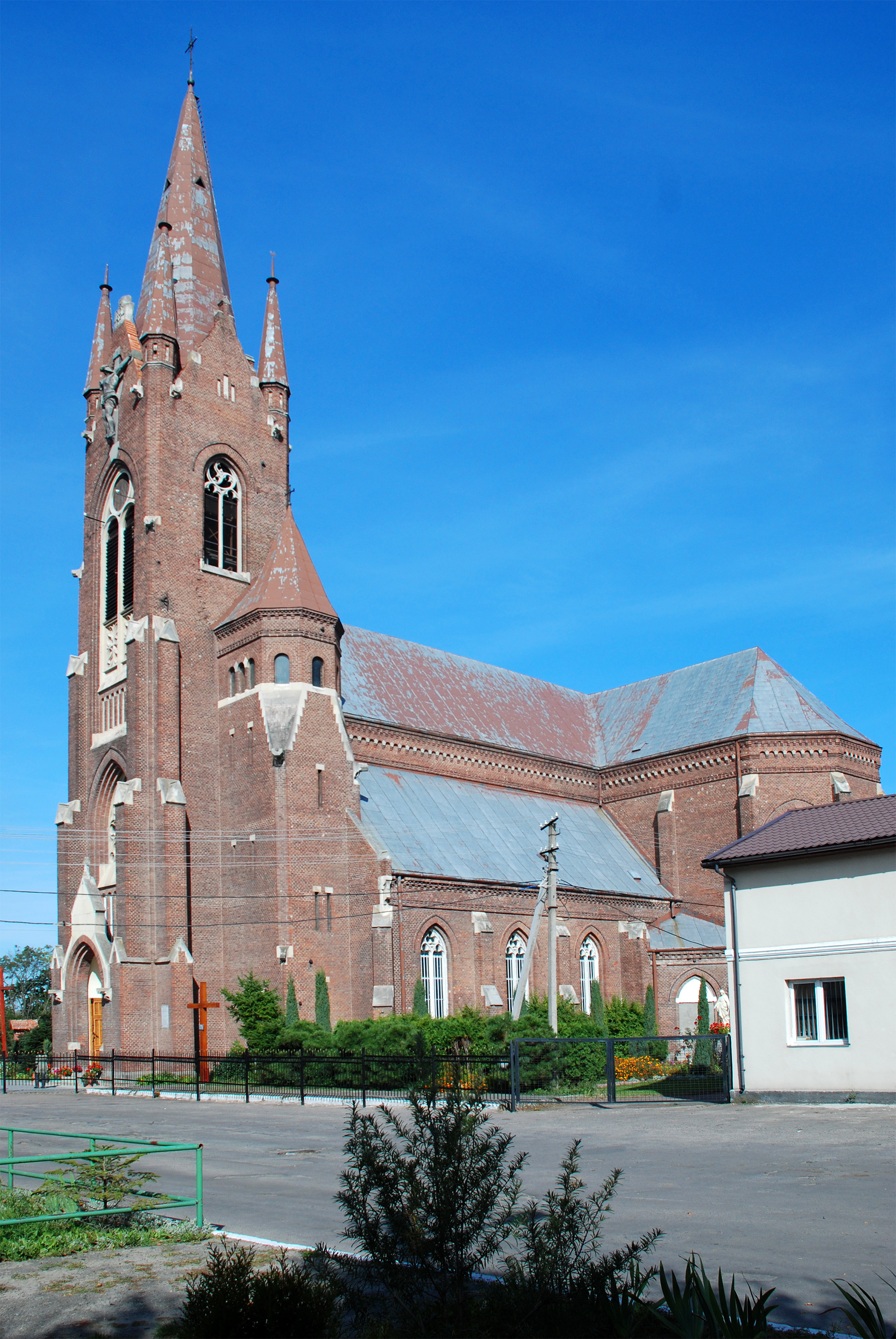
Кутовий вигляд
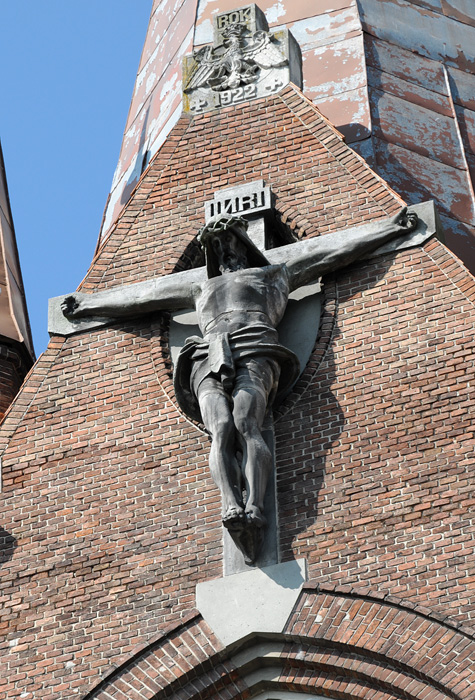
Розп'яття з фасаду костелу
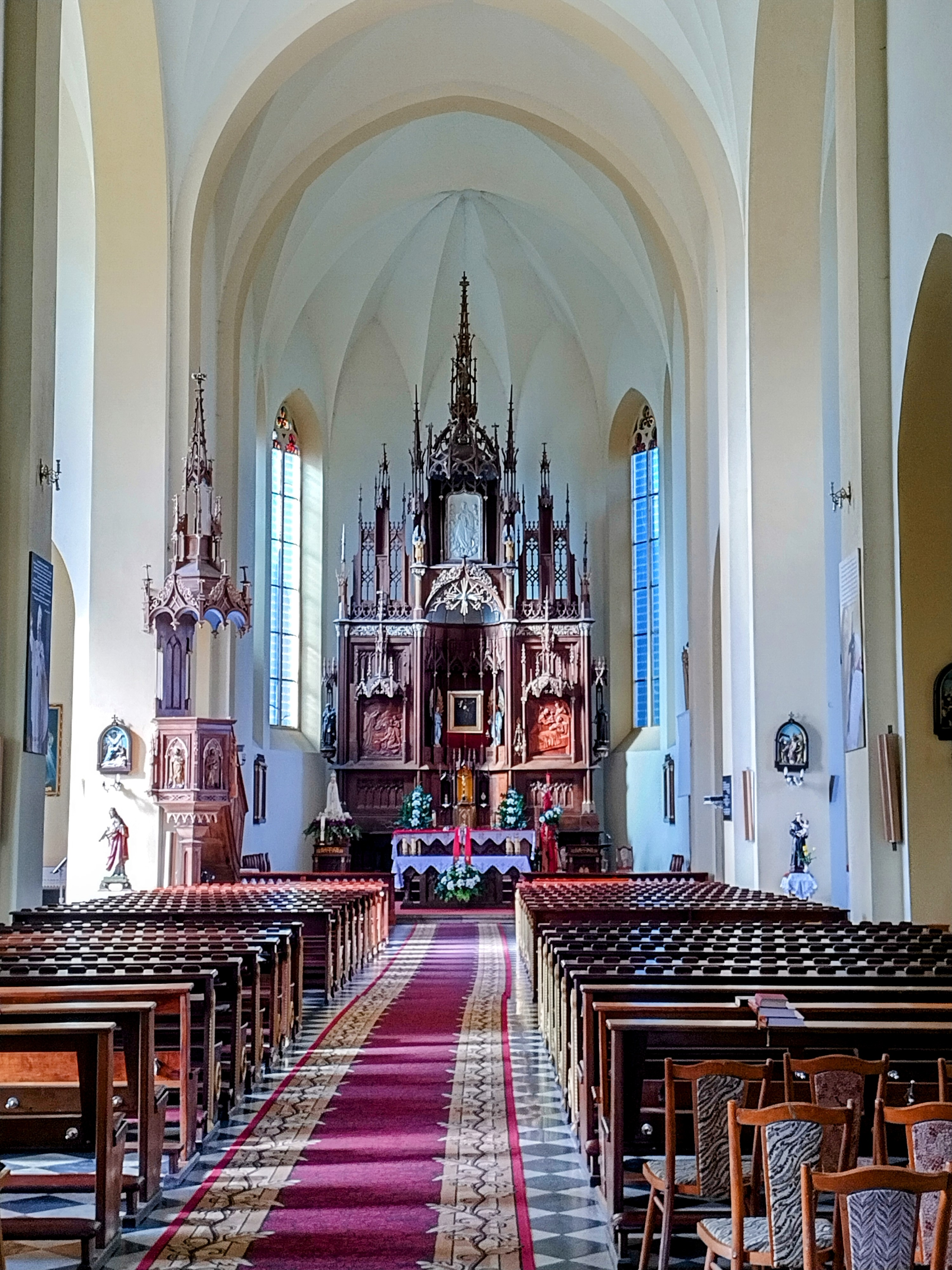
Головний вівтар
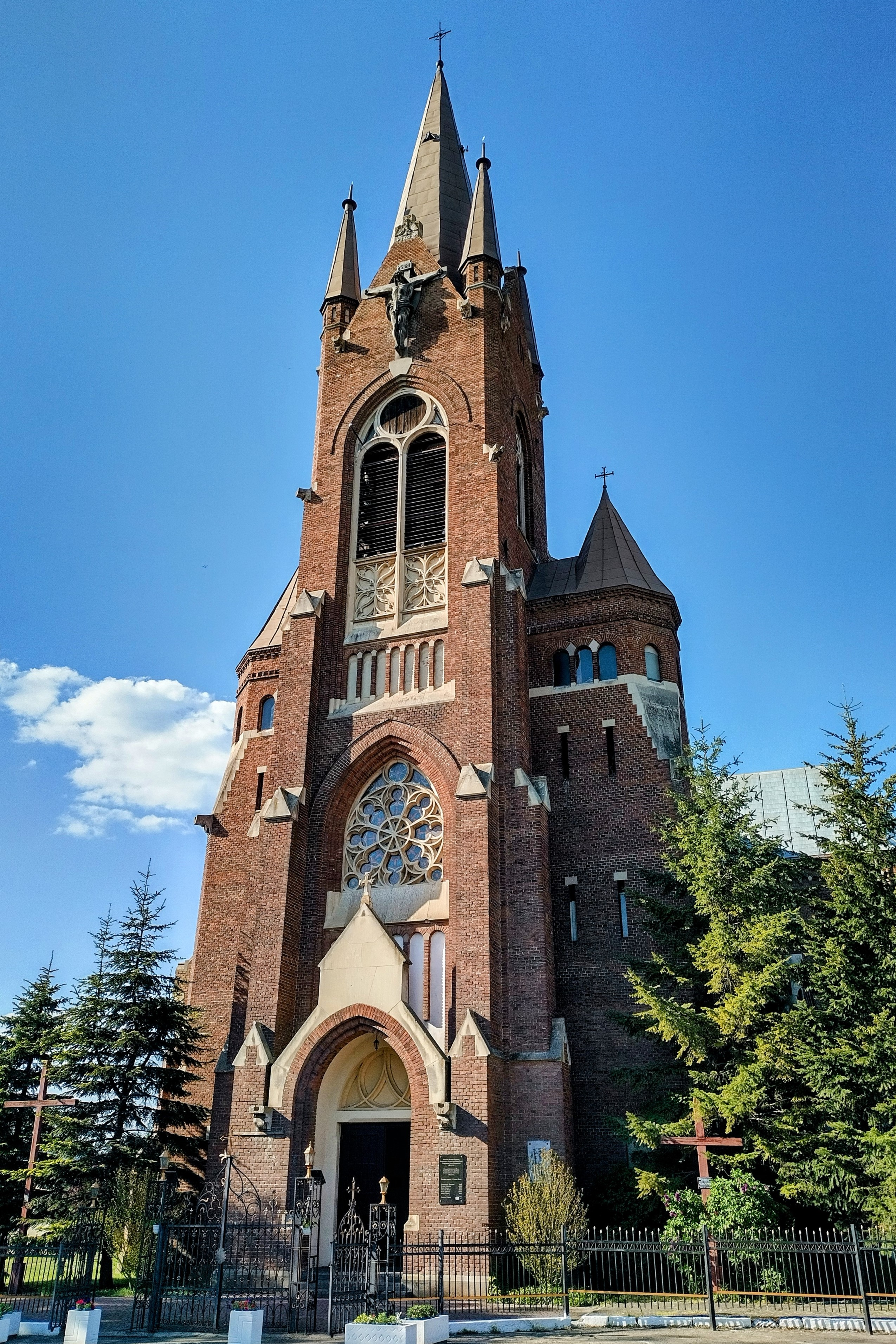
Портал